# Samba caipira
O samba caipira é um tipo de música e dança de origem africana, com influências indígenas, praticado nas antigas senzalas por escravos, na região centro-sul do Brasil, principalmente na então província de São Paulo.
Com a abolição da escravatura e a migração de muitos negros aos centros urbanos, o antigo samba caipira foi levado a outras cidades e foi uma das influências do samba moderno.
O principal centro do samba caipira paulista foi a cidade de Pirapora do Bom Jesus.
Essa cultura ainda existe em algumas cidades, onde é preservada principalmente por descendentes de negros.
Pirapora do Bom Jesus, Vinhedo, Mauá e Quadra, entre outras, têm grupos que se dedicam à esta forma de cultura.
O samba caipira de Quadra difere-se dos outros pela dança, realizada aos pares, pelas letras que falam sobre a vida do caipira, além da própria melodia, em si. Em Guareí também havia um grupo semelhante, extinto há aproximadamente 30 anos.
O samba caipira tradicional é dançado em roda, e com temática livre.